# Biston achyra
Biston achyra es una especie de polilla de la familia Geometridae. La especie fue descrita por primera vez por Eugen Wehrli en 1936 y se puede encontrar distribuido con endemismo en las Montañas Nur de Turquía. El holotipo de la especie fue descrita en la zona montañoza Achyr Dagh, Marasch a aproximadamente 2000 metros (6561,7 pies) de altitud.